# Цепочкино (Ивановская область)
Цепочкино — деревня в Родниковском районе Ивановской области. Входит в состав Филисовского сельского поселения.

## География
Находится в центральной части Ивановской области на расстоянии менее 1 км на север по прямой от районного центра города Родники.

## История
В 1872 году здесь (тогда деревня Нерехтского уезда Костромской губернии) было учтено 22 двора, в 1907 году — 49.

## Население
Постоянное население составляло 123 человека (1872 год), 149 (1897), 217 (1907), 29 в 2002 году (русские 97 %), 40 в 2010.